# 神仙寺通
神仙寺通（しんせんじどおり）は兵庫県神戸市中央区の町名。現行行政地名は神仙寺通一丁目から神仙寺通四丁目。郵便番号は651-0051。

## 地理
旧・葺合区東部山際に位置する住宅地域。東は灘区青谷町、南と西は中島通、北は葺合町。
一丁目に天台宗妙光院、三丁目に佐野サナトリウムがある。

## 歴史
1916年（大正5年）に神戸市葺合町の一部から成立。神仙寺は旧・小字名で、『神戸の町名』によれば滝勝寺の末寺神仙寺があったのが寺の無くなった後に地名として残ったという。1931年（昭和6年）より葺合区1980年（昭和55年）より中央区に所属。初め三丁目まで。1974年（昭和49年）より四丁目までとなる。

### 年表
- 1926年（大正15年） - 私立神港女子商科学校が三丁目に新築移転。
- 1930年（昭和5年） - 神港女子商科学校、神港女子商業学校と改称。
- 1945年（昭和20年） - 一部が灘区青谷町一～四丁目となる。
- 1974年（昭和49年） - 葺合町の一部を編入し、四丁目ができる。

## 世帯数と人口
2021年（令和3年）12月31日現在の世帯数と人口は以下の通りである。
| 町丁           | 世帯数  | 人口    |
| -------------- | ------- | ------- |
| 神仙寺通一丁目 | 116世帯 | 273人   |
| 神仙寺通二丁目 | 112世帯 | 255人   |
| 神仙寺通三丁目 | 155世帯 | 307人   |
| 神仙寺通四丁目 | 185世帯 | 376人   |
| 計             | 568世帯 | 1,211人 |

- 平成17年国勢調査（2005年10月1日現在）での世帯数598、人口1,202、うち男性643人、女性559人[4]。
- 1988年（昭和63年）の世帯数549・人口1,520[5]。
- 1960年（昭和35年）の世帯数166・人口694[5]。
- 1920年（大正9年）の世帯数18 ・人口71[5]。

## 小・中学校の学区
市立小・中学校に通う場合、学区は以下の通りとなる。
| 番地 | 小学校               | 中学校               |
| ---- | -------------------- | -------------------- |
| 全域 | 神戸市立上筒井小学校 | 神戸市立筒井台中学校 |

## 交通

### 鉄道
町内に鉄道駅はない。

### 道路
- 熊内橋線

## 施設
- 神戸龍谷中学校・高等学校 青谷学舎
- 春日野第一緑地
- 妙光院